# Jean-Marie Girier
Pour les articles homonymes, voir Girier.
Jean-Marie Girier, né le 11 juillet 1984 à Lyon, est un militant, collaborateur politique et haut fonctionnaire français.
Membre du Parti socialiste (PS) à partir de 1999, il assure successivement des fonctions de collaborateur de cabinet à la mairie du 9e arrondissement de Lyon, à la mairie de Lyon et à la métropole de Lyon auprès du président Gérard Collomb. Il participe à la création d'En marche, devenu La République en marche (LREM), avant de devenir le directeur de campagne d'Emmanuel Macron pour l'élection présidentielle de 2017.
De mai 2017 à septembre 2018, il est chef de cabinet, conseiller spécial, du ministre d'État, ministre de l'Intérieur, Gérard Collomb. De septembre 2018 à juillet 2020, il est directeur de cabinet de Richard Ferrand, président de l'Assemblée nationale.
Membre du bureau exécutif de LREM à partir de janvier 2019, il encadre la campagne d'Agnès Buzyn, tête de liste lors des élections municipales de 2020 à Paris.
Il devient préfet du Territoire de Belfort en juillet 2020, préfet de la Vienne en février 2022, et préfet des Pyrénées-Atlantiques en novembre 2024.

## Biographie

### Famille et études
Né à Lyon le 11 juillet 1984, Jean-Marie Girier est le fils d'un garagiste de Saint-Priest, en banlieue lyonnaise. Le média en ligne Contexte indique qu'il est « issu d’une famille catho de gauche lyonnaise ».
Après avoir suivi des études à l'Université de Montréal, il est diplômé d'un cursus conjoint à l'Institut d'études politiques de Lyon,.

### Ascension politique auprès de Gérard Collomb
Après avoir suivi les luttes étudiantes, il adhère au Parti socialiste en 1999.
En 2005, il est recruté comme stagiaire à la fédération du Parti socialiste du Rhône alors dirigée par Christiane Demontès. Il commence sa carrière professionnelle au cabinet du conseil régional de Rhône-Alpes à l'époque présidé par le socialiste Jean-Jack Queyranne, en qualité de conseiller presse. En parallèle, il devient secrétaire de la section socialiste du 9e arrondissement. Le nouveau maire d'arrondissement, l'écologiste Alain Giordano, le recrute en 2008 comme directeur de cabinet.
Il est successivement nommé conseiller spécial du maire de Lyon, puis chef de cabinet du président de la métropole, Gérard Collomb. Il organise pour lui une quinzaine de campagnes électorales, la première étant celle pour le « oui » au référendum sur le traité établissant une constitution pour l'Europe.
En 2012, il participe à la campagne présidentielle de François Hollande.
À l'instar de Gérard Collomb, Jean-Marie Girier se sent proche de la droite du PS. Il anime notamment le pôle des réformateurs conduit par Gérard Collomb.

### Campagne présidentielle d'Emmanuel Macron
Gérard Collomb le présente à l'équipe d'Emmanuel Macron en juillet 2015, alors ministre de l'Économie, lors de l’université d’été des Réformateurs, le courant de Gérard Collomb et Jean-Marie Le Guen. Peu à peu, il intègre les réunions de réflexion qui mènent à la création d’En marche. Il rejoint l'équipe d'Emmanuel Macron au lendemain de sa démission du gouvernement, puis devient directeur de campagne d'Emmanuel Macron pour l'élection présidentielle,. Fin connaisseur des réseaux d'élus, il sert de point de contact entre Emmanuel Macron, la gauche réformiste et les juppéistes,.

### Chef de cabinet et conseiller spécial de Gérard Collomb au ministère de l'Intérieur
Il est un temps pressenti pour devenir le chef de cabinet du nouveau président de la République, mais devient finalement chef de cabinet, conseiller spécial de Gérard Collomb au ministère de l'Intérieur. Le média en ligne Contexte indique qu'« en pratique, Girier ne s’est jamais vraiment occupé de l’agenda et des déplacements de Gérard Collomb », mais a joué le rôle de spin doctor, « volontairement invisible » la plupart du temps. Le Figaro le présente comme la « cheville ouvrière de la future carte des circonscriptions », tandis qu'il « dément être chargé de cette future responsabilité ». Il reste proche du « premier cercle » ayant lancé En marche.
Le 11 juin 2018, les groupes Les Républicains au conseil municipal et à la Métropole ont saisi le procureur de la République et déposé une plainte contre X relatifs aux dépenses électorales. Cette plainte a fait l'objet d'un classement sans suite du parquet de Lyon en janvier 2020,.

### Directeur de cabinet de Richard Ferrand à la présidence de l'Assemblée nationale
En septembre 2018, il est nommé directeur de cabinet de Richard Ferrand après son élection comme président de l'Assemblée nationale. Cette annonce intervient quelques jours avant la démission de Gérard Collomb du ministère de l'Intérieur.
Le 5 juillet 2019, Le Point révèle une note politique de Jean-Marie Girier rédigée sur papier à entête de l'Assemblée nationale. Ce document détaille la stratégie du mouvement LREM pour débaucher des élus socialistes en vue des élections municipales de 2020. L'association de lutte contre la corruption Anticor soupçonne un détournement de biens publics, cette tâche réalisée par ce collaborateur du président de l'Assemblée nationale, rémunéré avec de l'argent public, ne semblant pas avoir de liens avec ses fonctions. Le Parquet national financier (PNF) ouvre une enquête préliminaire le 24 octobre, et classe la plainte sans suite pour absence d'infraction le 13 novembre 2019.

### Fonctions au sein de La République en marche
En janvier 2019, Jean-Marie Girier est nommé au bureau exécutif de LREM chargé de la structuration territoriale, avec pour mission de préparer les élections municipales de mars 2020 et de réécrire les statuts du parti. En juin 2019, il intègre la commission nationale d'investiture de LREM pour ces élections,. Il œuvre notamment pour le soutien du parti à Jean-Luc Moudenc, maire sortant à Toulouse. Sollicité par Emmanuel Macron, il prend en charge la conduite de la campagne d'Agnès Buzyn lorsque celle-ci est investie tête de liste à Paris en remplacement de Benjamin Griveaux, notamment la stratégie politique, la composition de la nouvelle équipe et les choix de communication,.
Le 30 juillet 2018, auditionné par la commission d'enquête du Sénat sur l'affaire Benalla, il dément avoir recruté Alexandre Benalla lors de la campagne présidentielle mais avoir été « avisé de son recrutement », information divulguée par les MacronLeaks. Les MacronLeaks révélaient également qu'il lui avait refusé ensuite des achats d’armes destinées aux gardes du corps du candidat.

### Préfet
Lors du Conseil des ministres du 29 juillet 2020, il est nommé préfet du Territoire de Belfort, devenant ainsi le plus jeune préfet de France à 36 ans. En février 2022, il est nommé préfet de la Vienne.
En septembre 2022, il appelle la maire de Poitiers Léonore Moncond'huy et la présidente de Grand Poitiers Florence Jardin à retirer leurs subventions attribuées au mouvement Alternatiba. Celui-ci organise un village des alternatives, événement de promotion d'initiatives de lutte contre le dérèglement climatique, et une formation à la désobéissance civile non-violente figure au programme. Jean-Marie Girier y voit une atteinte au contrat d'engagement républicain prévue par la « loi séparatisme », tandis que Léonore Moncond'huy et plusieurs autres élus défendent l'association.
Au courant de l'année 2023, Suez consulting démontre dans un rapport que les ressources en eaux de la rivière Clain dans la Vienne ne sont pas suffisantes pour permettre le remplissage de 30 méga-bassines en projet de construction dans la région. Il utilise ses prérogatives de préfet pour empêcher la validation de ce rapport, et mobilise les ressources de l'État pour éviter que les faits établis par cette étude scientifique soient pris en compte par les acteurs locaux de la gestion et l'usage de l'eau .
En octobre 2024, il donne son feu vert à un projet controversé d'installation de quatre éoliennes aux mâts de 180 mètres de haut aux abords des habitations de deux communes et à proximité de deux châteaux. 
Selon Le Figaro, le rejet du projet « s’accordait en tous points à la position des habitants et des élus ».